# Nevrincea
Nevrincea (Hongaars: Noricse) is een dorp in de Roemeense gemeente Bethausen, net ten noorden van de stad Lugoj. Bezienswaardigheden in Nevrincea is de kerk "Nașterea Maicii Domnului" uit 1834 en de rooms-katholieke kerk uit 1911. De meeste mensen in het dorp behoren in de Roemeens-orthodoxe Kerk. Nevrincea viert op 8 september de "Dag van het Dorp". Op deze dag wordt gefeest in het dorp en onder andere ook wordt ook de traditionele "ruga bănățeană" gedaan.

## Vlag
In het midden van de vlag van Nevrincea staat de "Banaatse Leeuw" die je ook in de Vlag van Banaat kunt vinden. Ook is er een groen kruis te vinden, dat voor geloof, hergeboorte en het geloven in de toekomst staat.